# Samarium
Samarium is een scheikundig element met symbool Sm en atoomnummer 62. Het is een zilverwit lanthanoïde.

## Ontdekking
Samarium is in 1853 ontdekt door de Zwitserse chemicus Jean Charles Galissard toen hij scherpe absorptiebanden aantrof bij het bekijken van het element dat toen bekend was als didymium met een spectrofotometer. In Parijs werd samarium voor het eerst uit het mineraal samarskiet geïsoleerd door Paul Émile Lecoq de Boisbaudran in 1879.
De naam samarium is afkomstig van het mineraal samarskiet waarin samarium meestal wordt aangetroffen.

## Toepassingen
Industriële toepassingen van samarium zijn:
- Neutronenvanger in nucleaire installaties.
- Met samarium-kobalt kunnen zeer krachtige permanente magneten worden geproduceerd, die onder andere worden toegepast in stappenmotortjes in kwartshorloges en in oortelefoontjes.
- In optische opstellingen kan glas worden verrijkt met samarium(III)oxide om infrarood licht beter te absorberen.
- Samariumoxide kan worden gebruikt als katalysator bij de dehydratie en dehydrogenatie van ethanol.
- In de geneeskunde wordt de isotoop 153Sm soms gebruikt ter behandeling van kankerpatiënten die wijd verspreide uitzaaiingen naar het bot hebben. Het samarium bindt zich specifiek aan plaatsen waar botmetastasen aanwezig zijn en zal selectief deze plaatsen bestralen. Er treedt dan snel verbetering van botpijnen op.
- In de filmindustrie kan samarium (net als veel andere lanthanoïden) worden gebruikt voor boogontladingslampen.

## Opmerkelijke eigenschappen
Samarium is een helder glanzend metaal dat bij standaard temperatuur en druk niet wordt aangetast door zuurstof. Bij temperaturen boven 150 °C ontbrandt het echter spontaan bij aanwezigheid van lucht.

## Verschijning
In de natuur wordt samarium niet in ongebonden toestand aangetroffen. De belangrijkste samariumbronnen zijn de mineralen samarskiet, bastnäsiet en monaziet waarin ook veel andere lanthanoïden voorkomen. Voor de isolatie wordt meestal een ionenwisselaar gebruikt, maar er zijn ook andere extractietechnieken bekend zoals het reduceren van samariumoxide met lanthaan.

## Isotopen
| Stabielste isotopen | Stabielste isotopen | Stabielste isotopen      | Stabielste isotopen      | Stabielste isotopen      | Stabielste isotopen      |
| Iso                 | RA (%)              | Halveringstijd           | VV                       | VE (MeV)                 | VP                       |
| ------------------- | ------------------- | ------------------------ | ------------------------ | ------------------------ | ------------------------ |
| 144Sm               | 3,1                 | stabiel met 82 neutronen | stabiel met 82 neutronen | stabiel met 82 neutronen | stabiel met 82 neutronen |
| 146Sm               | syn                 | 1,03·108 j               | α                        | 2,529                    | 142Nd                    |
| 147Sm               | 15,0                | 1,06·1011 j              | α                        | 2,310                    | 143Nd                    |
| 148Sm               | 11,3                | 7·1015 j                 | α                        | 1,986                    | 144Nd                    |
| 149Sm               | 13,8                | 2·1015 j                 | α                        | 1,071                    | 145Nd                    |
| 150Sm               | 6,4                 | stabiel met 88 neutronen | stabiel met 88 neutronen | stabiel met 88 neutronen | stabiel met 88 neutronen |
| 152Sm               | 26,7                | stabiel met 90 neutronen | stabiel met 90 neutronen | stabiel met 90 neutronen | stabiel met 90 neutronen |
| 154Sm               | 22,7                | stabiel met 92 neutronen | stabiel met 92 neutronen | stabiel met 92 neutronen | stabiel met 92 neutronen |

In de natuur komen vier stabiele samariumisotopen voor. De drie radioactieve isotopen 147Sm, 148Sm en 149Sm hebben een dusdanig lange halveringstijd dat ze nog in ruime mate worden aangetroffen op Aarde. Alle andere radio-isotopen hebben kortere halveringstijden en kunnen alleen kunstmatig worden geproduceerd. Het verval van 147Sm naar 143Nd kan gebruikt worden om gesteente radiometrisch te dateren. De methode wordt samarium-neodymiumdatering genoemd.

## Toxicologie en veiligheid
Over de schadelijke gevolgen van samarium bestaat nog veel onduidelijkheid, maar aangenomen mag worden dat het zeer giftig is en met grote zorgvuldigheid moet worden behandeld.